# Jean de Joinville

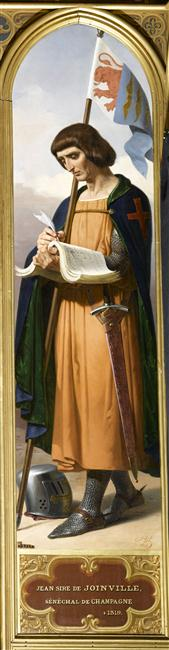
Johann von Joinville, Gemälde von Merry-Joseph Blondel (19. Jahrhundert)

Jean de Joinville (auch Johann von Joinville; * 1224 oder 1225; † 24. Dezember 1317) war Herr von Joinville und Seneschall der Grafschaft Champagne. Außerdem war er Vertrauter von König Ludwig IX. von Frankreich und gilt mit seinem Buch über ihn als erster französischsprachiger Biograf in einem modernen Sinne.

## Herkunft
Johann stammte aus einer Familie, die nicht zuletzt durch reiche Heiraten in den Hochadel aufgestiegen war und in der das (Richter-)Amt des Seneschalls der Champagne erblich war. Im Alter von ca. acht Jahren verlor er seinen Vater, Simon von Joinville, wonach er von seiner Mutter Beatrix erzogen wurde, einer Tochter des Grafen Stephan III. von Auxonne.

## Leben
1241 ist Johann erstmals in seinem Rang als Seneschall nachweisbar, und zwar bei einem Hoftag in Saumur, wo er unter anderem Zeuge der Schwertleite des Prinzen Alfons von Poitiers wurde. Anschließend unternahm er eine Pilgerfahrt nach Santiago de Compostela. Nach seiner Rückkehr heiratete er. 1245 oder 1246 nahm Johann erstmals an Kampfhandlungen teil anlässlich der Fehde eines Onkels, des Grafen von Chalon, gegen Jocerand de Brancion.

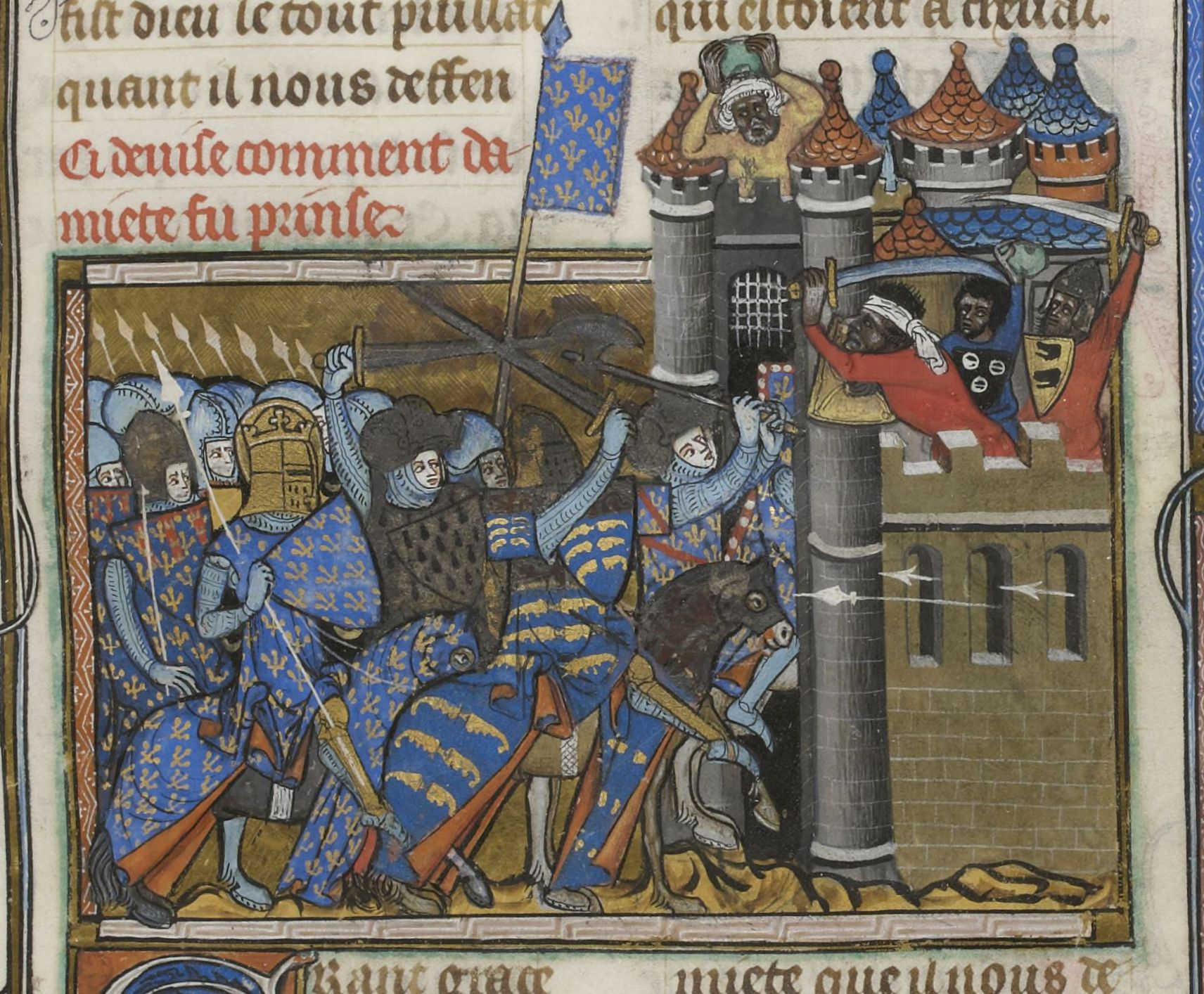
Einnahme von Damiette 1249. Joinville, mit altem Familienwappen, reitet vor König Ludwig IX. in die Stadt ein. (Miniatur aus dem 14. Jahrhundert; Bibliothèque nationale de France, Paris)

Ostern 1248, inzwischen war er Vater zweier Kinder, nahm Johann das Kreuz, wie es schon mehrere Vorfahren von ihm getan hatten, und schloss sich mit zehn von ihm besoldeten Rittern dem Kreuzzug König Ludwigs IX. nach Ägypten (Sechster Kreuzzug) an. Mit seinem Vetter Gottfried II. von Apremont stach er von Marseille aus in See und erreichte auf Zypern das Kreuzfahrerheer. Während der längeren Zwischenstation auf der Insel trat er, nicht zuletzt wohl aus finanziellen Gründen, dem königlichen Gefolge bei.
Bei der Landung des Kreuzfahrerheeres an der ägyptischen Küste Anfang 1249 und der Einnahme der Hafenstadt Damiette zeichnete Johann sich aus. Wenig später nahm an der desaströsen Belagerung von al-Mansura teil, an welcher der Kreuzzug scheiterte. Auf dem Rückzug nach Damiette geriet er im April 1250 zusammen mit dem König in Gefangenschaft der Mamlukentruppen des ayyubidischen Sultans. Johann sollte getötet werden, wurde aber verschont, als sich herausstellte, dass er Verwandter des bei den Muslimen populären Stauferkaisers Friedrich II. war. Gegen Zahlung eines hohen Lösegeldes wurde er im Monat darauf freigelassen und gemeinsam mit König Ludwig schiffte er sich nach Akkon im Königreich Jerusalem ein. In Heiligen Land blieb er vier Jahre lang mit dem König zusammen und avancierte hier zu dessen Vertrauensmann und Freund. Während der König im Sommer 1253 in Sidon weilte, unternahm Johann eine Pilgerfahrt zur Kirche unserer lieben Frau in Tortosa, anschließend besuchte er den Fürsten Bohemund VI. von Antiochia in Tripolis. Aller Wahrscheinlichkeit nach besuchte er bei dieser Gelegenheit das Grab seines Onkels, Gottfried V. von Joinville, in der nah gelegenen Festung der Hospitaliter, dem Krak des Chevaliers. Der Schild seines Onkels, den dieser auf dem vierten Kreuzzug mitgeführt hatte, dürfte somit durch ihn in die Kollegienkirche Saint-Laurent in Joinville gelangt sein, wo er bis 1544 verblieb.
Im Frühjahr 1254 kehrte Johann im königlichen Gefolge nach Frankreich zurück, bei Beaucaire trennte er sich im Juli 1254 vom König und kehrte nach Joinville zurück. Dort war während seiner Abwesenheit seine erste Frau gestorben, was er in seiner Chronik später überging. Noch im Jahr 1254 schloss er sich wieder dem in Soissons weilenden königlichen Hof an, wo er ein Zeuge der Huldigung des Herzogs Johann I. von Bretagne gegenüber König Ludwig IX. wurde. Von da an nahm Johann einen festen Platz im Ratgremium des Königs ein.
1267 wurde Johann von Ludwig IX. gedrängt, an einem neuerlichen Kreuzzug teilzunehmen, der nach Tunis führen sollte (Siebter Kreuzzug). Er lehnte jedoch ab, weil er seine Vasallen und auch (denn er war unlängst eine neue Ehe eingegangen und wieder Vater geworden) die Familie („[sa] gent“) nicht im Stich lassen wollte. Überdies hielt er das Vorhaben für falsch – nicht zu Unrecht, denn Ludwig kam 1270 in Tunis ums Leben, ohne Erfolge erzielt zu haben.
1282 gehörte Johann zu den Zeugen im Kanonisierungsverfahren, das für Ludwig eröffnet worden war und 1290 mit seiner Heiligsprechung endete. Der Wortlaut seiner Aussage ist erhalten.
Er nahm noch als Hochbetagter an mehreren Kriegszügen teil und starb im für mittelalterliche Verhältnisse biblischen Alter von gut 90 Jahren.

## Literarisches Schaffen

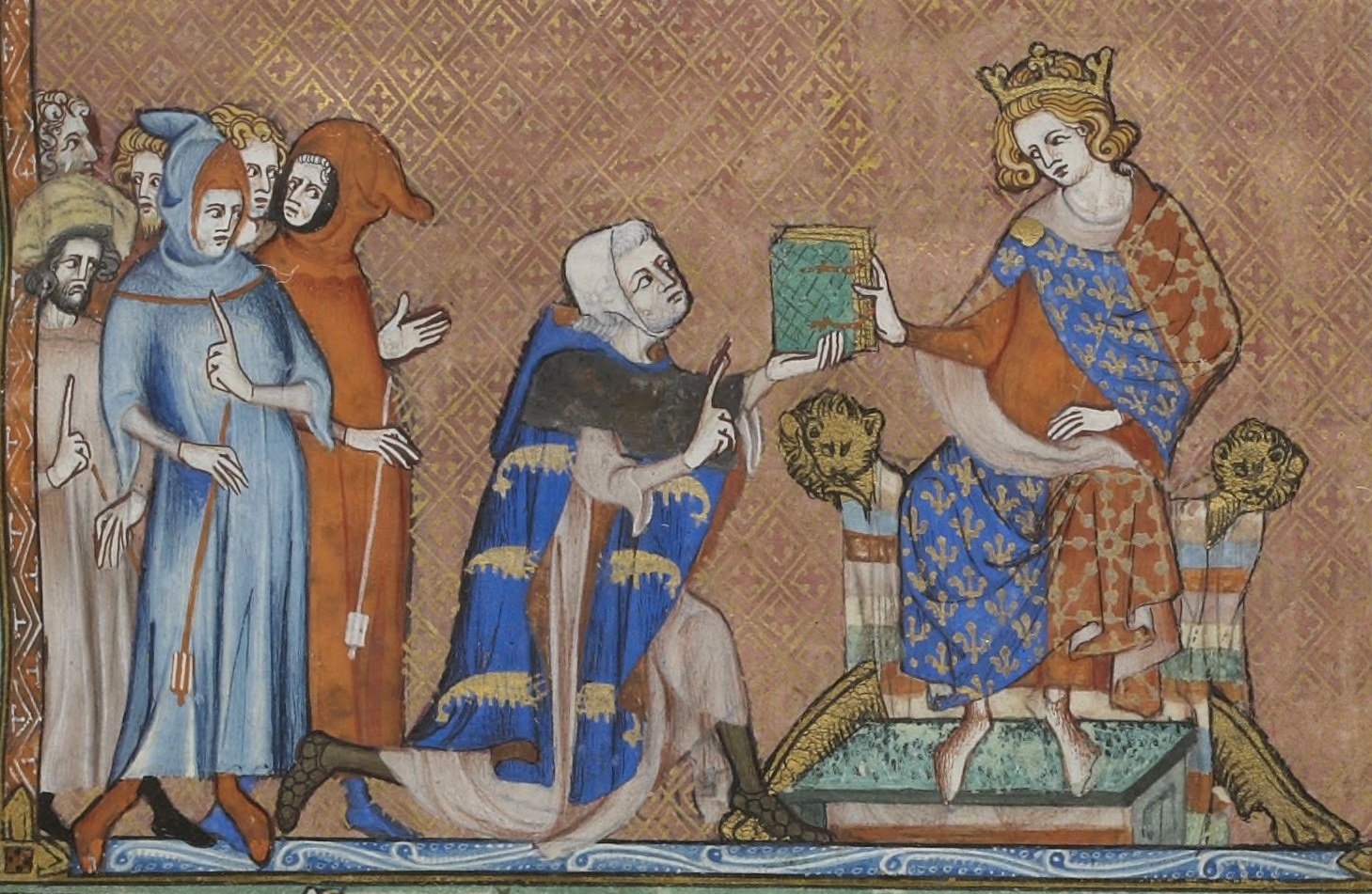
Joinville übergibt König Ludwig X. sein vollendetes Werk. (Miniatur aus dem 14. Jahrhundert; Bibliothèque nationale de France, Paris)

Gegen 1305 begann Johann (der in Akkon schon einen Kommentar des Credo verfasst hatte) auf Bitten Königin Johannas mit der Niederschrift von Le Livre des saintes paroles et des bons faits de nostre saint roi Louis („Das Buch von den heiligen Worten und guten Taten unseres heiligen Königs Ludwig“). Es sollte der Belehrung und Erbauung des Kronprinzen (des späteren Ludwig X.) dienen und wurde 1309 fertiggestellt und König Philipp IV. gewidmet.
Naturgemäß verfolgte das Werk neben seinem pädagogischen Zweck auch politische Ziele, nämlich die Stärkung der Dynastie durch die Präsentation eines mustergültigen Herrschers aus ihren Reihen. Johann bringt sich aber auch selbst zur Geltung, denn er erzählt als erster Chronist in der französischen Literatur in der 1. Person. Der Form nach ist sein Werk ein lebendiger Bericht von seinen vielen Begegnungen mit Ludwig und mischt insofern Gattungsmerkmale von Biografie, Autobiografie, Chronik und Reisebericht, aber auch der meist lateinisch verfassten Exempla-Literatur der Zeit.
Johanns Image eines ersten Biografen im modernen Sinn resultiert daraus, dass er bestrebt ist, die dargestellte Person trotz aller Sympathie möglichst objektiv darzustellen, d. h. in den unterschiedlichsten, sowohl alltäglichen wie offiziellen Situationen, und ihn weniger als Heiligen denn als guten Christen und König zu zeigen, der durchaus auch diese oder jene Schwäche aufweist.
Sein Werk erzielte offenbar keine weite Verbreitung, denn nur wenige Manuskripte sind erhalten. Immerhin wurde es 1547 unter dem Titel Vie de Saint Louis gedruckt. Erst im 19. Jahrhundert fand es stärkere Beachtung bei französischen Historikern und Literarhistorikern. Eine deutsche Übersetzung (von Theodor Nißl) erschien 1852. Während des Renouveau catholique wurde Johann besonders eifrig von Charles Péguy rezipiert, der in ihm einen frühen Repräsentanten der „Sendung Frankreichs“ in der Welt erblickt.

## Verwandtschaft zu den Staufern
|                                                             |                                                             |                                                             |                                                             |                                                             |                                                             |  |  | Friedrich II. der Einäugige Herzog von Schwaben |  |  |  |  |  |  |  |                                                                 |                                                                 |                                                                 |                                                                 |                                                                 |                                                                 |  |  |  |  |  |  |  |  |  |  |  |  |
|                                                             |                                                             |                                                             |                                                             |                                                             |                                                             |  |  |                                                 |  |  |  |  |  |  |  |                                                                 |                                                                 |                                                                 |                                                                 |                                                                 |                                                                 |  |  |  |  |  |  |  |  |  |  |  |  |
|                                                             |                                                             |                                                             |                                                             |                                                             |                                                             |  |  |                                                 |  |  |  |  |  |  |  |                                                                 |                                                                 |                                                                 |                                                                 |                                                                 |                                                                 |  |  |  |  |  |  |  |  |  |  |  |  |
|                                                             |                                                             |                                                             |                                                             |                                                             |                                                             |  |  |                                                 |  |  |  |  |  |  |  |                                                                 |                                                                 |                                                                 |                                                                 |                                                                 |                                                                 |  |  |  |  |  |  |  |  |  |  |  |  |
| Berta von Schwaben ⚭ Herzog Matthäus I. von Lothringen      | Berta von Schwaben ⚭ Herzog Matthäus I. von Lothringen      | Berta von Schwaben ⚭ Herzog Matthäus I. von Lothringen      | Berta von Schwaben ⚭ Herzog Matthäus I. von Lothringen      | Berta von Schwaben ⚭ Herzog Matthäus I. von Lothringen      | Berta von Schwaben ⚭ Herzog Matthäus I. von Lothringen      |  |  |                                                 |  |  |  |  |  |  |  | Kaiser Friedrich I. Barbarossa (* um 1122; † 10. Juni 1190)     | Kaiser Friedrich I. Barbarossa (* um 1122; † 10. Juni 1190)     | Kaiser Friedrich I. Barbarossa (* um 1122; † 10. Juni 1190)     | Kaiser Friedrich I. Barbarossa (* um 1122; † 10. Juni 1190)     | Kaiser Friedrich I. Barbarossa (* um 1122; † 10. Juni 1190)     | Kaiser Friedrich I. Barbarossa (* um 1122; † 10. Juni 1190)     |  |  |  |  |  |  |  |  |  |  |  |  |
| Berta von Schwaben ⚭ Herzog Matthäus I. von Lothringen      | Berta von Schwaben ⚭ Herzog Matthäus I. von Lothringen      | Berta von Schwaben ⚭ Herzog Matthäus I. von Lothringen      | Berta von Schwaben ⚭ Herzog Matthäus I. von Lothringen      | Berta von Schwaben ⚭ Herzog Matthäus I. von Lothringen      | Berta von Schwaben ⚭ Herzog Matthäus I. von Lothringen      |  |  |                                                 |  |  |  |  |  |  |  | Kaiser Friedrich I. Barbarossa (* um 1122; † 10. Juni 1190)     | Kaiser Friedrich I. Barbarossa (* um 1122; † 10. Juni 1190)     | Kaiser Friedrich I. Barbarossa (* um 1122; † 10. Juni 1190)     | Kaiser Friedrich I. Barbarossa (* um 1122; † 10. Juni 1190)     | Kaiser Friedrich I. Barbarossa (* um 1122; † 10. Juni 1190)     | Kaiser Friedrich I. Barbarossa (* um 1122; † 10. Juni 1190)     |  |  |  |  |  |  |  |  |  |  |  |  |
| Judith von Lothringen ⚭ Graf Stephan II. von Auxonne        | Judith von Lothringen ⚭ Graf Stephan II. von Auxonne        | Judith von Lothringen ⚭ Graf Stephan II. von Auxonne        | Judith von Lothringen ⚭ Graf Stephan II. von Auxonne        | Judith von Lothringen ⚭ Graf Stephan II. von Auxonne        | Judith von Lothringen ⚭ Graf Stephan II. von Auxonne        |  |  |                                                 |  |  |  |  |  |  |  | Kaiser Heinrich VI. (* 1165; † 28. September 1197)              | Kaiser Heinrich VI. (* 1165; † 28. September 1197)              | Kaiser Heinrich VI. (* 1165; † 28. September 1197)              | Kaiser Heinrich VI. (* 1165; † 28. September 1197)              | Kaiser Heinrich VI. (* 1165; † 28. September 1197)              | Kaiser Heinrich VI. (* 1165; † 28. September 1197)              |  |  |  |  |  |  |  |  |  |  |  |  |
| Judith von Lothringen ⚭ Graf Stephan II. von Auxonne        | Judith von Lothringen ⚭ Graf Stephan II. von Auxonne        | Judith von Lothringen ⚭ Graf Stephan II. von Auxonne        | Judith von Lothringen ⚭ Graf Stephan II. von Auxonne        | Judith von Lothringen ⚭ Graf Stephan II. von Auxonne        | Judith von Lothringen ⚭ Graf Stephan II. von Auxonne        |  |  |                                                 |  |  |  |  |  |  |  | Kaiser Heinrich VI. (* 1165; † 28. September 1197)              | Kaiser Heinrich VI. (* 1165; † 28. September 1197)              | Kaiser Heinrich VI. (* 1165; † 28. September 1197)              | Kaiser Heinrich VI. (* 1165; † 28. September 1197)              | Kaiser Heinrich VI. (* 1165; † 28. September 1197)              | Kaiser Heinrich VI. (* 1165; † 28. September 1197)              |  |  |  |  |  |  |  |  |  |  |  |  |
| Graf Stephan III. von Auxonne                               | Graf Stephan III. von Auxonne                               | Graf Stephan III. von Auxonne                               | Graf Stephan III. von Auxonne                               | Graf Stephan III. von Auxonne                               | Graf Stephan III. von Auxonne                               |  |  |                                                 |  |  |  |  |  |  |  | Kaiser Friedrich II. (* 26. Dezember 1194; † 13. Dezember 1250) | Kaiser Friedrich II. (* 26. Dezember 1194; † 13. Dezember 1250) | Kaiser Friedrich II. (* 26. Dezember 1194; † 13. Dezember 1250) | Kaiser Friedrich II. (* 26. Dezember 1194; † 13. Dezember 1250) | Kaiser Friedrich II. (* 26. Dezember 1194; † 13. Dezember 1250) | Kaiser Friedrich II. (* 26. Dezember 1194; † 13. Dezember 1250) |  |  |  |  |  |  |  |  |  |  |  |  |
| Graf Stephan III. von Auxonne                               | Graf Stephan III. von Auxonne                               | Graf Stephan III. von Auxonne                               | Graf Stephan III. von Auxonne                               | Graf Stephan III. von Auxonne                               | Graf Stephan III. von Auxonne                               |  |  |                                                 |  |  |  |  |  |  |  | Kaiser Friedrich II. (* 26. Dezember 1194; † 13. Dezember 1250) | Kaiser Friedrich II. (* 26. Dezember 1194; † 13. Dezember 1250) | Kaiser Friedrich II. (* 26. Dezember 1194; † 13. Dezember 1250) | Kaiser Friedrich II. (* 26. Dezember 1194; † 13. Dezember 1250) | Kaiser Friedrich II. (* 26. Dezember 1194; † 13. Dezember 1250) | Kaiser Friedrich II. (* 26. Dezember 1194; † 13. Dezember 1250) |  |  |  |  |  |  |  |  |  |  |  |  |
| Beatrix von Auxonne ⚭ Simon von Joinville                   | Beatrix von Auxonne ⚭ Simon von Joinville                   | Beatrix von Auxonne ⚭ Simon von Joinville                   | Beatrix von Auxonne ⚭ Simon von Joinville                   | Beatrix von Auxonne ⚭ Simon von Joinville                   | Beatrix von Auxonne ⚭ Simon von Joinville                   |  |  |                                                 |  |  |  |  |  |  |  | König Konrad IV. (* 25. April 1228; † 21. Mai 1254)             | König Konrad IV. (* 25. April 1228; † 21. Mai 1254)             | König Konrad IV. (* 25. April 1228; † 21. Mai 1254)             | König Konrad IV. (* 25. April 1228; † 21. Mai 1254)             | König Konrad IV. (* 25. April 1228; † 21. Mai 1254)             | König Konrad IV. (* 25. April 1228; † 21. Mai 1254)             |  |  |  |  |  |  |  |  |  |  |  |  |
| Beatrix von Auxonne ⚭ Simon von Joinville                   | Beatrix von Auxonne ⚭ Simon von Joinville                   | Beatrix von Auxonne ⚭ Simon von Joinville                   | Beatrix von Auxonne ⚭ Simon von Joinville                   | Beatrix von Auxonne ⚭ Simon von Joinville                   | Beatrix von Auxonne ⚭ Simon von Joinville                   |  |  |                                                 |  |  |  |  |  |  |  | König Konrad IV. (* 25. April 1228; † 21. Mai 1254)             | König Konrad IV. (* 25. April 1228; † 21. Mai 1254)             | König Konrad IV. (* 25. April 1228; † 21. Mai 1254)             | König Konrad IV. (* 25. April 1228; † 21. Mai 1254)             | König Konrad IV. (* 25. April 1228; † 21. Mai 1254)             | König Konrad IV. (* 25. April 1228; † 21. Mai 1254)             |  |  |  |  |  |  |  |  |  |  |  |  |
| Johann (Jean de Joinville) (* 1224/25; † 24. Dezember 1317) | Johann (Jean de Joinville) (* 1224/25; † 24. Dezember 1317) | Johann (Jean de Joinville) (* 1224/25; † 24. Dezember 1317) | Johann (Jean de Joinville) (* 1224/25; † 24. Dezember 1317) | Johann (Jean de Joinville) (* 1224/25; † 24. Dezember 1317) | Johann (Jean de Joinville) (* 1224/25; † 24. Dezember 1317) |  |  |                                                 |  |  |  |  |  |  |  | Konradin von Hohenstaufen (* 25. März 1252; † 29. Oktober 1268) | Konradin von Hohenstaufen (* 25. März 1252; † 29. Oktober 1268) | Konradin von Hohenstaufen (* 25. März 1252; † 29. Oktober 1268) | Konradin von Hohenstaufen (* 25. März 1252; † 29. Oktober 1268) | Konradin von Hohenstaufen (* 25. März 1252; † 29. Oktober 1268) | Konradin von Hohenstaufen (* 25. März 1252; † 29. Oktober 1268) |  |  |  |  |  |  |  |  |  |  |  |  |

## Familie und Nachkommen

Wappen der Herren von Joinville

In erster Ehe heiratete er um das Jahr 1244 Adelheid (Adelaide) von Grandpré, mit der er folgende Kinder hatte:
- Gottfried (Geoffroy, Goffredo) († vor 1290), Nachkommen mit dem Namen Ianvilla in Süditalien;
- Johann (Jean) „Boutefeu“ († um 1304), Herr von Ancerville.

In zweiter Ehe vermählte er sich mit Alix de Reynel, von der er folgende Kinder hatte:
- Marguerite (Margarete), ⚭ Dreux I., Herr von Charny;
- Johann (Jean) († 2. März 1301), Herr von Reynel;
- Anselm (Anseau) († 1343), Herr von Joinville, Marschall von Frankreich;
- Walter (Gauthier) († vor 1308);
- Andreas (André), Herr von Beaupré;
- Alice (Alix) († um 1336), ⚭ (1) Johann IV., Herr von Arcis-sur-Aube und Chacenay († 1307; Haus Chacenay), ⚭ (2) John of Beaufort, Herr von Beaufort († zwischen 1317 und 1327).